# روشولت (داکوتای جنوبی)
روشولت(به انگلیسی: Rosholt) شهری در ایالت داکوتای جنوبی کشور ایالات متحده آمریکا است که جمعیت آن در سرشماری سال ۲۰۱۰ میلادی، ۴۲۳ نفر بوده‌است.